# Acanthocarpus meridionalis
Acanthocarpus meridionalis Mané-Garzon, 1980 è un crostaceo decapode appartenente alla famiglia Calappidae.

## Distribuzione e habitat
Proviene dall'oceano Atlantico, in particolare dalle coste dell'Uruguay, dove può essere trovato fino a 40 m di profondità.

## Descrizione
La colorazione è rossa, piuttosto scura, ma diventa rosa pallida sul lato inferiore. Il carapace è convesso, con spine meno evidenti sul margine postero-laterale che in altre specie del genere Acanthocarpus e leggere protuberanze. Somiglia abbastanza al più piccolo Acanthocarpus alexandri.